# Les Jours
Les Jours (“Los Días” en francés) es un sitio web francés de información lanzado en 2016 por un equipo formado principalmente por experiodistas del diario Libération. El sitio trata temas de actualidad a través de una serie de artículos, llamados "obsesiones", similar a cómo funcionan las series de televisión. El medio también publica algunas de sus series más populares en forma de libro.
Les Jours es reconocido como un servicio de prensa en línea para información política y general por el Comité Conjunto de Publicaciones y Agencias de Prensa (CPPAP).

## Historia
En 2014, mientras surgía un plan social dentro del diario Libération, algunos de los periodistas vislumbraban su futuro a través de la creación de un medio de suscripción en línea. El anuncio oficial del proyecto se realizó el 10 de marzo de 2015 y en junio del mismo año, el equipo lanzó una campaña de micromecenazgo acompañada de clips protagonizados por André Manoukian. La operación realizada en KissKissBankBank, una empresa de financiación colaborativa, permitió al equipo recaudar 80.175 euros.
El 11 de febrero de 2016, Les Jours lanzó su versión piloto accesible a 1500 presuscriptores de la operación de micromecenazgo, así como a nuevos suscriptores por un euro al mes. El precio final anunciado es de 9 euros al mes o 90 euros al año. Además de los ingresos por suscripciones, el sitio cuenta con varios inversores privados y pretende recaudar fondos a través de una campaña de financiación colectiva de acciones. La mayor parte del capital permanece en manos de los cofundadores que poseen casi el 90%. Los fundadores son: Olivier Bertrand, Nicolas Cori, Sophian Fanen, Alice Géraud, Raphaël Garrigos, Antoine Guiral, Augustin Naepels, Isabelle Roberts y Charlotte Rotman.
El 11 de noviembre de 2016, el periodista Olivier Bertrand, cofundador del sitio, fue detenido por la policía turca y puesto bajo custodia mientras informaba a Gaziantep24. Fue puesto en libertad tres días después para ser deportado a Francia.

## Línea editorial
Un medio generalista, Les Jours no reivindica una línea editorial clara. El contenido se basa principalmente en “slow journalism” o periodismo reposado.
Sin embargo, la mayoría de los periodistas que trabajan para les Jours desde su lanzamiento habían trabajado anteriormente para Libération, que es un periódico de izquierda. Además, los temas tratados, por ejemplo, el diario de la diputada izquierdista del partido France Insoumise Danièle Obono y sus reportajes de investigación lo convierten en un medio de comunicación bastante de izquierda.

## Organigrama del medio
Isabelle Roberts es la presidenta editorial de Les Jours, Raphaël Garrigos y ella son los codirectores de la redacción. Son dos de los cofundadores del medio.
A continuación se muestra el organigrama de Les Jours:
- Presidenta : Isabelle Roberts
- Director administrativo y financiero : Augustin Naepels
- Director de la redacción : Raphaël Garrigos
- Director de la fotografía : Sébastien Calvet
- Periodistas : Nicolas Cori, Sophian Fanen, Aurore Gorius, Camille Polloni
- Marketing : Julien Apack

## Empresa
Les Jours tiene el estatus de Empresa de Prensa de Información Solidaria (ESPI, "entreprise solidaire de presse d'information" en francés). Derivado de los valores de la economía social y solidaria, este estatus obliga a los medios a donar al menos el 70% de sus beneficios a la empresa. Casi el 74% del capital de los medios pertenece a sus nueve fundadores. Casi el 8% del capital es participativo, en manos de la Société des Amis (accionistas suscriptores) y accionistas que han entrado en el micromecenazgo de acciones. Los otros accionistas son:
- Xavier Niel : 4,79 %
- Olivier Legrain : 3,09 %
- Renaud Le Van Kim : 3,01 %
- Matthieu Pigasse : 2,97 %
- Pierre-Antoine Capton : 1,94 %
- Jean-François Boyer : 1,44 %
- Marc-Olivier Fogiel : 0,96 %
- Eric Cannamela : 0,72 %
- Hervé Chabalier : 0,68 %
- Rodolphe Belmer : 0,30 %
- Stéphane Distinguin : 0,29 %
- Jean-François Guichard : 0,19 %
- Friends & family : 0,76 %.

## Modelo de negocio
Les Jours no publica publicidad. Su financiación proviene de las suscripciones de los lectores : el contenido es accesible solo por suscripción (8,90 euros por suscripción mensual, 45 euros por semestre por suscripción semestral, 84 euros por año por suscripción anual, con ofertas especiales para el primer mes, semestre o año).
Les Jours también se ha beneficiado de préstamos de instituciones públicas y privadas desde 2016.

## Difusión
El objetivo inicial del equipo es llegar a 8000 suscriptores a finales de 2016 y 25 000 suscriptores después de tres años. En abril de 2016, dos meses después del lanzamiento del proyecto, el sitio obtuvo 5000 suscriptores y el listón de 8000 suscriptores se alcanzó en mayo de 2017. El número de suscriptores que permiten que el sitio se equilibre se anuncia alrededor de 15 000, el 23 de mayo de 2019, el sitio anuncia 11 000 suscriptores.